# Ruggero Bardazzi
Ruggero Bardazzi (Lastra a Signa, 22 dicembre 1885 – Er Regina, 22 aprile 1913) è stato un militare italiano, insignito della medaglia d'oro al valor militare alla memoria nel corso della Campagna di Libia.

## Biografia
Nacque a Lastra a Signa, provincia di Firenze, il 22 dicembre 1885, figlio di Obed e di Savina Gori. Trascorse l’infanzia e la prima giovinezza a Marcialla in Barberino Val d'Elsa, dove i genitori si erano trasferiti per lavorare insegnanti nelle scuole comunali. All'età di diciassette anni si arruolò volontario nel Regio Esercito, assegnato all'arma di cavalleria in forza al Reggimento "Lancieri di Montebello" (8º) in qualità di allievo sergente. Ottenuta la promozione al grado il 31 dicembre 1903, passò al Reggimento "Savoia Cavalleria" (3º).
Il 31 ottobre 1906 venne scelto per frequentare i corsi presso la Regia Accademia Militare di Fanteria e Cavalleria di Modena da cui uscì con il grado di sottotenente in servizio permanente effettivo il 19 settembre 1909, destinato a prestare servizio presso il Reggimento "Lancieri di Milano" (7º). Due anni dopo fu promosso tenente; cavaliere provetto si distinse in gare e concorsi ippici.
Chiese insistentemente di essere assegnato ad un reparto combattente in Libia per partecipare alla guerra italo-turca, ma venne inviato in Cirenaica dopo la fine delle ostilità, salpando da Napoli il 14 marzo 1913 e sbarcato a Bengasi fu assegnato al V squadrone Savari.
Al comando dell’avanguardia partecipò all’attacco al campo dei ribelli a Benina, il 13 aprile 1913, distinguendosi brillantemente. Il campo venne distrutto e furono catturati grandi quantità di munizioni e di viveri, ed egli fu insignito della medaglia di bronzo al valor militare. Nella successiva azione del 22 aprile a Er Regima, dove le forze ribelli si erano attestate dopo la sconfitta di Benina, si distinse al comando del suo plotone.
Incaricato di proteggere i fianchi delle colonne in marcia dagli attacchi nemici, ebbe scontri con i ribelli riuscendo a volgerli in fuga. Rimasto ferito non lasciò il campo di battaglia, venendo poi ucciso. Per onorarne il coraggio fu insignito della medaglia d'oro al valor militare alla memoria. Una via di Firenze e di Marcialla portano il suo nome.

### Fonti
1. ↑  Carolei, Greganti 1958, p. 146.
2. 1 2 3 4 5 6 7 8 9 10 11  Combattenti Liberazione.
3. ↑  Medaglie d'oro al valor militare sul sito della Presidenza della Repubblica